# Roger Magnin
Roger Magnin est un footballeur  et entraîneur français, né le 10 août 1916 à Montbéliard (Doubs) et mort le 6 mai 1987 à Besançon.

## Biographie
Il débute dans le club de sa région au FC Sochaux-Montbéliard qu'il quitte une première fois en 1935 pour suivre son entraîneur Conrad Ross au CA Paris. Il revient à Sochaux dès l'été 1936 peu de temps après que Ross soit lui-même revenu. Il y remporte la Coupe de France face au RC Strasbourg qu'il rejoint dès la saison suivante.
Après 2 saisons en Alsace, il revient une nouvelle fois à Sochaux pour la saison 1939-1940 qui n'aura pas lieu. Malgré la guerre, il continue à jouer régulièrement avec Sochaux jusqu'à l'été 1942 et la nationalisation du football professionnel par le colonel Pascot. Devenu moniteur, il est affecté à l'équipe fédérale de Nancy-Lorraine avec 6 autres coéquipiers sochaliens et remporte une nouvelle coupe de France. Malgré la libération, il ne peut retrouver Sochaux qui traverse une période difficile pour la saison 1944-45.
Il obtient l'autorisation de jouer pour le FC Rouen une saison et retrouve le Doubs l'année suivante.
Il a par la suite une expérience d'entraîneur-joueur, après guerre, partagée entre Le Havre et Angers.

## Palmarès
- Vainqueur de la Coupe de France : 1937 (Sochaux), 1944 (EF Nancy-Lorraine)
- Champion de France : Groupe Nord, saison 1944-1945 avec le FC Rouen
- Vice-Champion de Division 1 : 1937 avec le FC Sochaux
- Champion de Division 2 : 1947 avec le FC Sochaux
- International B